# Arthroleptella drewesii
Arthroleptella drewesii es una especie  de anfibios de la familia Pyxicephalidae.

## Distribución geográfica
Se trata de un endemismo exclusivo de la Reserva natural de Fernkloof en Sudáfrica

## Estado de conservación
Se encuentra amenazada de extinción por la pérdida de su hábitat natural.